# حوزه انتخابیه اول مریلند

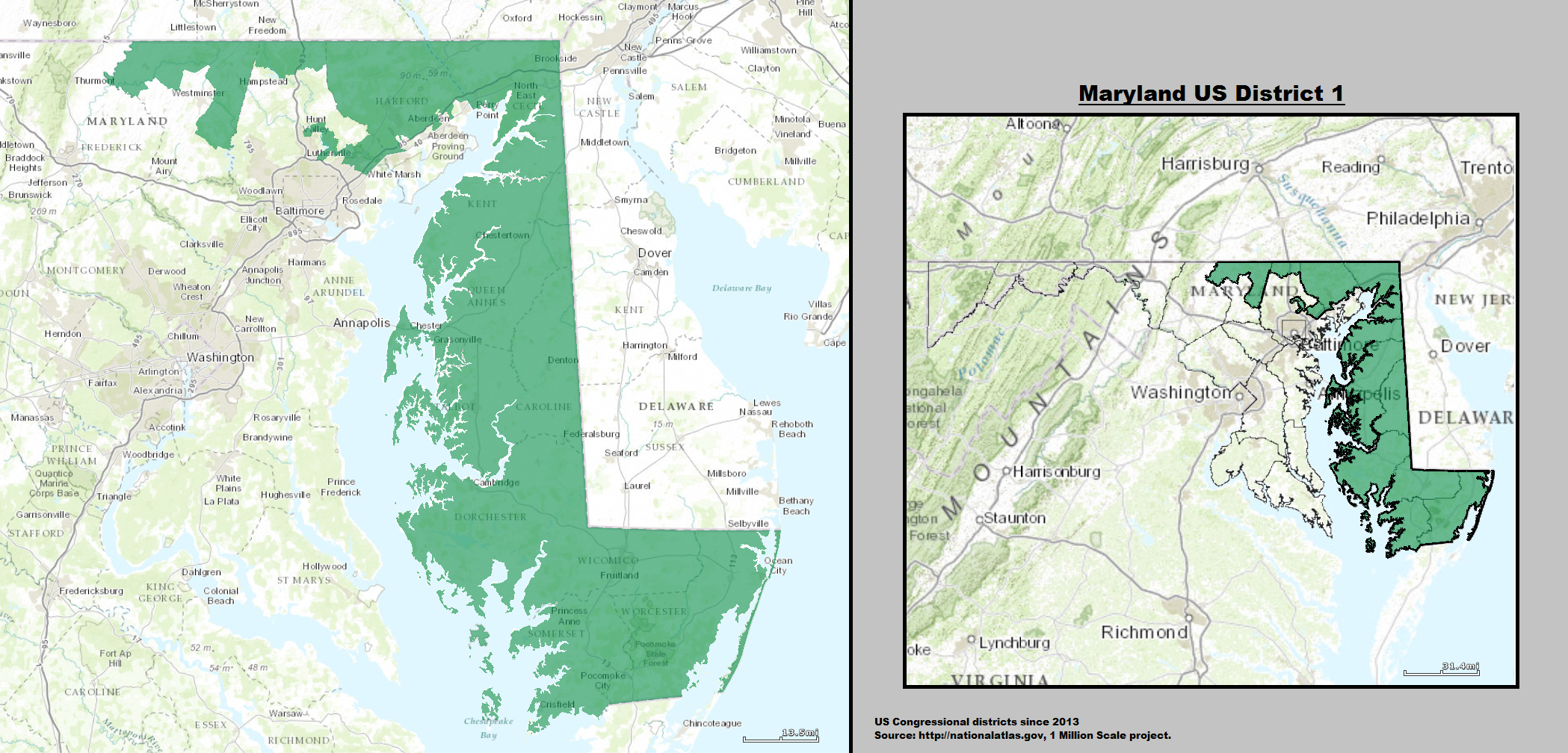
حوزه انتخابیه اول مریلند

حوزه انتخابیه اول مریلند یک حوزه انتخابیه مجلس نمایندگان آمریکا است که در ایالت مریلند قرار دارد.